# Сан-Бассано
Сан-Бассано (итал. San Bassano) — коммуна в Италии, располагается в регионе Ломбардия, подчиняется административному центру Кремона.
Население составляет 1999 человек, плотность населения составляет 154 чел./км². Занимает площадь 13 км². Почтовый индекс — 26020. Телефонный код — 0374.
Покровителями коммуны почитаются святитель Мартин Турский и святой Вассиан из Лоди.